# Campina da Lagoa
Pour les articles homonymes, voir Campina.
Campina da Lagoa est une municipalité brésilienne située dans l'État du Paraná.